# József Palotás
József Palotás (* 14. Mai 1911 in Budapest; † 16. November 1957 ebenda) war ein ungarischer Ringer. Bei den Olympischen Spielen 1936 in Berlin gewann er die Bronzemedaille im Halbschwergewicht im griechisch-römischen Stil.

## Erfolge
(OS=Olympische Spiele, EM=Europameisterschaften, GR=griechisch-römisch, FS=Freistil, Hsg=Halbschwergewicht, Sg=Schwergewicht) 
- 1936, Bronzemedaille, OS in Berlin, GR, Hsg bis 79 kg, hinter Ivar Johansson, Schweden und Ludwig Schweickert, Deutschland und vor Väinö Kokkinen, Finnland
- 1937, 3. Platz, EM in München, FS, Sg bis 87 kg, hinter Axel Cadier, Schweden und Paul Böhmer, Deutschland